# Парадеєвська сільська рада
Параде́євська сільська рада (рос. Парадеевский сельский совет) — сільське поселення у складі Шарлицького району Оренбурзької області Росії.
Адміністративний центр та єдиний населений пункт — село Парадеєво.

## Населення
Населення — 261 особа (2019; 302 в 2010, 358 у 2002).